# Nikolaj Michajlovič Karamzin
Nikolaj Michajlovič Karamzin (rusky Николай Михайлович Карамзин, 1. prosincejul./ 12. prosince 1766greg. Michajlovka, Orenburská oblast – 22. květnajul./ 3. června 1826greg. Petrohrad) byl ruský preromantický spisovatel a historik, známý především svými dvanáctisvazkovými Dějinami Říše ruské, ve kterých zpracoval ruské dějiny do počátku 17. století.
Karamzin je považován za nejvýznamnějšího představitele ruské sentimentální prózy díky svému intelektuálnímu cestopisu Listy ruského cestovatele (1791, Письма русского путешественника), napsanému v duchu Laurence Sterna, a povídkám Liodor (1792, Лиодор), Ubohá Líza (1792, Бедная Лиза) a Natalja, bojarská dcera (1792, Наталья, боярская дочь). Je zakladatelem ruské moderní žurnalistiky, které dal ráz populárně encyklopedického čtení a jako první se v ní věnoval i politickým otázkám. Literární ruštinu zbavil pout církevně slovanského jazyka, neboť jako základ svých děl použil lidovou mluvu vytříbenou zkoumáním starých pramenů, a tím je učinil přístupné nejširším vrstvám.
Karamzinovy Dějiny Říše ruské (1816–1829, История государства Российского) měly ve své době ohromný vědecký i společenský dopad, neboť před jejich sepsáním prakticky nikdo z historiků Ruska neprováděl kritické zkoumání starých pramenů. Teprve Karamzin vytvořil dílo velkého stylu na vědeckém podkladě a stal se na dlouhou dobu autoritou v otázkách ruského dějepisu, přičemž mnohé jeho závěry nepozbyly dosud na platnosti. Karamzin také prokázal neocenitelné služby i staré ruské literatuře, jejíž mnohé památky (například Slovo o pluku Igorově) vešly ve známost díky němu.

## Život

### Mládí a počátky literární tvorby
Karamzin pocházel ze šlechtické rodiny tatarského původu Kara Murza, poruštěné již za vlády cara Ivana Hrozného. Mládí strávil na usedlosti svého otce, který byl důstojníkem carské armády, a četba starých románů z této doby v něm zanechala trvalou náklonnost k literatuře. Měl domácí učitele, vzdělával se v internátní škole v Simbirsku a ve třinácti letech byl poslán do Moskvy do pensionátu profesora moskevské university Schadena, jehož přednášky rovněž navštěvoval. Zde se věnoval studiu filozofie, rétoriky, logiky, poetiky a jazyků (hlavně francouzštině a němčině).
Roku 1781 vstoupil Karamzin po vzoru svého otce do vojenské služby v Preobraženském pluku v Petrohradě. Sblížil se s básníkem a politikem Ivanem Ivanovičem Dmitrijevem (1760–1837) a začal svou literární dráhu, především překlady německého osvícenského básníka a malíře Solomona Gessnera. Po smrti svého otce roku 1784 opustil Karamzin vojenskou službu a žil nějaký čas v ústraní v Simbirsku, kde vstoupil do zednářské lóže. Koncem roku 1784 odjel do Karamzin do Moskvy, kde se sblížil s uměleckým kroužkem soustředěným kolem spisovatele, novináře, vydavatele a svobodného zednáře  Nikolaje Ivanoviče Novikova (1744–1818), v jehož časopise Dětské čtení (Детскоe чтениe), který redigoval, vydával svá první díla a překlady (např. Julia Caesara od Williama Shakespeara). Vliv tohoto kroužku na Karamzina trval čtyři roky a sehrál rozhodující úlohu v jeho další umělecké orientaci, neboť Karamzin se zde seznámil se spisy nejvýznamnějších evropských preromantiků - Jeana-Jacquese Rousseaua, Laurence Sterna, Gottholda Ephraima Lessinga (jehož tragédii Emila Galotti rovněž přeložil) a Johanna Gottfrieda Herdera.

### Spisovatel

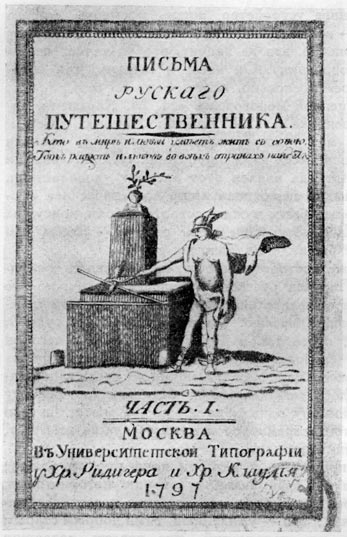
Listy ruského cestovatele, titulní strana vydání z roku 1797

Roku 1789 se Karamzin vydal do zahraničí. Navštívil Německo, Švýcarsko, Anglii a Francii (zde byl svědkem počátků francouzské revoluce, kterou odsoudil, i když byl některým ideám francouzských revolucionářů nakloněn), seznámil se s předními zástupci evropské vědy a kultury (například s Immanuelem Kantem, kterého navštívil v Královci) a získal nové představy o organizaci literárního života ve své vlasti. Hned po svém návratu roku 1790 založil první ruský literární časopis Moskevský žurnál (Московский журнал), ve kterém se pravidelně zabýval literární kritikou, prosazoval estetiku sentimentalismu a ve kterém také vydal umělecký výsledek své cesty po Evropě, intelektuální cestopis Listy ruského cestovatele (1791, Письма русского путешественника), napsaný ve Sternově duchu. Toto v ruské literatuře naprosto ojedinělé dílo společně s povídkami Liodor (1792, Лиодор), Ubohá Líza (1792, Бедная Лиза) a Natalja, bojarská dcera (1792, Наталья, боярская дочь) přinesly Karamzinovi slávu nejvýznamnějšího představitele ruské sentimentální prózy a přezdívku ruský Sterne.
Události jakobínské diktatury ve Francii roku 1793 Karamzinem otřásly a vedly jej k odklonu od osvícenských ideálů a v jeho literárních dílech sílí subjektivismus a fatalismus (povídky Ostrov Borngolm a Sierra-Morena). V této době také Karamzin připravil literární almanachy (sborníky) ruské poezie Aglaja (dva svazky, 1793 a 1794, Аглая) a Anoidy (rovněž dva svazky, 1796 a 1797, Аониды) a od roku 1798 se pokoušel vydávat časopis Panteon zahraniční literatury (Пантеон иностранной словесности), od čehož však kvůli sílící cenzuře ze strany úřadů carevny Kateřiny Veliké v souvislosti s myšlenkami francouzské revoluce upustil.
Když pak za vlády cara Alexandra I. nastalo určité společenské uvolnění, Karamzin byl v letech 1802 a 1803 redaktorem nového časopisu Evropský věstník (Вестник Европы), který vycházel v letech 1802 až 1830. Přispívala do něj celá řada známých ruských básníků (například Gavrila Romanovič Děržavin, Vasilij Andrejevič Žukovskij a další) a sám Karamzin v něm vydal historickou povídku Starostka Marta aneb pád Novgorodu (1802, Марфа-посадница, или покорение Новагорода) a části svého nedokončeného autobiografického románu Rytíř naší doby (1802–1803, Рыцарь нашего времени). Kromě toho v časopise pojednával o politických a sociálních otázkách a tyto publicistické stati vydal ve formě zpovědi v knize Moje zpověď (1802, Моя исповедь).

### Historik

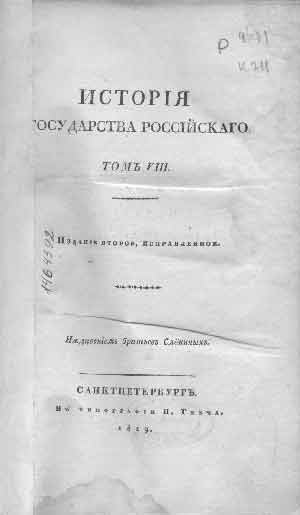
Dějiny Říše ruské, titulní strana osmého dílu vydání z roku 1819

Na přelomu 18. a 19. století se začal prohlubovat Karamzinův zájem o dějiny. Poté, co napsal historickou práci Historické pochvalné slovo imperátorce Kateřině II (1802, Историческое похвальное слово императрице Екатерине Второй), ve které vyjádřil své názory na podstatu monarchie v Rusku a na povinnosti cara a jeho poddaných, byl roku 1803 prostřednictvím tehdejšího ministra osvěty jmenován oficiálním státním historiografem s úkolem napsat přehled ruských dějin. Na základě tohoto pověření zanechal Karamzin v podstatě své spisovatelské činnosti, neboť mu téměř veškerý čas zabralo zkoumání státních archivů a knihoven, kde často nacházel dosud neznámé a neprozkoumané materiály. Jen roku 1811 napsal pro cara Alexandra I. stať s názvem O starém a novém Rusku (О древней и новой России), ve které se velice konzervativně vyslovuje proti carovým reformám, ačkoliv byl dříve pokládán téměř za republikána. Tato změna Karamzinových názorů je většinou vykládána jako následek událostí francouzské revoluce a jako zřeknutí se mladistvého sentimentálního blouznění.
Výsledkem Karamzinova historického bádání bylo vydání prvních osmi dílů jeho Dějin Říše ruské (История государства Российского) roku 1816, které obsahovaly přehled ruských dějin od počátků do roku 1560. Dějiny měly takový úspěch, že car povolal Karamzina do Petrohradu ke dvoru, a že se Karamzin stal roku 1818 čestným členem Petrohradské akademie věd. V letech 1821, 1824 a 1826 vydal Karamzin ještě další tři díly svých dějin a dovedl je do roku 1606. Poslední dvanáctý díl popisující historické události v Rusku v letech 1606–1612 byl vydán až po Karamzinově smrti roku 1829.

### Osobní život
Karamzin byl dvakrát ženat. Poprvé se oženil roku 1801 s Jelizavetou Ivanovnou Protasovovou, která však již následující rok zemřela po porodu dcery Sofie. Roku 1804 se Karamzin oženil podruhé, tentokrát s nemanželskou dcerou knížete Vjazemského Kateřinou Andrejevnou Kolyvanovou, se kterou žil až do své smrti roku 1826, k níž přispěl prodělaný zápal plic.

### Význam pro literaturu a kulturu
Karamzin je považován za zakladatele ruské moderní žurnalistiky, které dal ráz populárně encyklopedického čtení a jako první se v ní věnoval i politickým otázkám. Literární ruštinu zbavil pout církevně slovanského jazyka, neboť jako základ svých děl použil lidovou mluvu (vytříbenou ovšem zkoumáním starých pramenů), a tím je učinil přístupné nejširším vrstvám. Jeho Dějiny Říše ruské měly ve své době ohromný vědecký i společenský dopad, neboť před jejich sepsáním nikdo z dějepisců, zabývajících se ruskými dějinami, neprováděl kritické zkoumání starých pramenů. Teprve Karamzin vytvořil dílo velkého slohu na vědeckém podkladě a stal se na dlouhou dobu autoritou v otázkách ruského dějepisu, přičemž mnohé jeho vývodů nepozbyly dosud na platnosti a aktuálnosti. Jeho spisy tak sehrály obrovskou roli v dějinách ruské osvěty a Dějiny Říše ruské mají tak význam nejen vědecký, ale i literární.
Karamzin prokázal neocenitelné služby i staré ruské literatuře, jejíž mnohé památky (například Slovo o pluku Igorově) se staly známými jen díky jeho Dějinám.

## Dílo

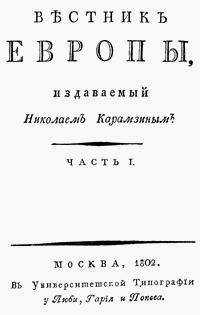
Evropský věstník, titulní strana z roku 1802

- Evžen a Julie (1789, Евгений и Юлия), autorova prvotina, kterou Karamzin vydal v časopise Nikolaje Ivanoviče Novikova
- Listy ruského cestovatele, (1791, Письма русского путешественника), intelektuální cestopis napsaný v duchu Laurence Sterna vytěžený z Karamzinových cest pro západní Evropě a popisující ideje tehdejší evropské civilizace.
- Liodor (1792, Лиодор), sentimentální povídka,
- Ubohá Líza (1792, Бедная Лиза), sentimentální povídka, historie lásky venkovské dívky k pánovi napsaná v duchu Samuela Richardsona.
- Natalja, bojarská dcera (1792, Наталья, боярская дочь), sentimentální povídka, pokus o idealizaci ruské minulosti.
- Ostrov Borngolm (1793, Остров Борнгольм), povídka,
- Мои безделки (1794), sborník statí z časopisu Moskevský žurnál,
- Siera-Morena, (1795, Сиерра-Морена), povídka,
- Julie (1796, Юлияна), povídka,
- Starostka Marta aneb pád Novgorodu (1802, Марфа-посадница, или покорение Новгорода ), historická povídka,
- Moje zpověď (1802, Моя исповедь), Karamzinovy publicistické stati pojednávající o politických a sociálních otázkách Ruska.
- Historické pochvalné slovo imperátorce Kateřině II (1802, Историческое похвальное слово императрице Екатерине Второй), historická práce,
- Rytíř naší doby (1802–1803, Рыцарь нашего времени), nedokončený autobiografický román,
- O starém a novém Rusku (1811, О древней и новой России), stať, ve které se Karamzin velice konzervativně vyslovuje proti carovým reformám.
- Dějiny Říše ruské (1816–1829, История государства Российского), dvanáctisvazkové dějiny ruského národa od nejstarších dob až do počátku 17. století

## Česká vydání
- Lžidimitrij, Vesmír, Praha 1926, přeložil Pavel Papáček, část jedenáctého dílu Karamzinových Dějin Říše ruské.
- Obrazy z dějin Říše ruské, Odeon, Praha 1984, vybral, uspořádal a předmluvu napsal Vladimír Svatoň, přeložila Věra Jungmannová, dvoudílný výbor z Dějin Říše ruské
- Citlivé duše, próza ruského sentimentalismu, Odeon, Praha 1986, z Karamzinova díla jsou ve sborníku v překladu Milana Jungmanna (pod pseudonymem Jiří Honzík) obsaženy stati Moje zpověď a Citový a chladný (1803, Чувствительный и холодный) z časopisu Evropský věstník a román Rytíř naší doby.